# ジェイコブ・シャッフェルブルグ
ジェイコブ・エヴァーレット・シャッフェルブルグ（Jacob Everett Shaffelburg、1999年11月26日 - ）は、カナダ・ノバスコシア州ケントヴィル出身の同国代表サッカー選手。MLS・ナッシュビルSC所属。ポジションはFW。

## 経歴
トロントFCのアカデミーで育成され、2018シーズンに一度クラブを退団するも同シーズン中の11月にトロントFCへ復帰。2019年2月19日、CONCACAFチャンピオンズリーグのインデペンディエンテFC戦でプロデビューを果たした。
2022年8月2日、ナッシュビルSCへ2022シーズン終了までの契約でレンタル移籍をした。
2022シーズン終了後の2022年11月16日、4年契約でナッシュビルSCへ完全移籍することが決定した。

## 代表経歴
2020年1月3日、親善試合2試合に臨むカナダ代表へ初招集された。そして1月10日、バルバドス代表との試合にて途中交代でカナダ代表での初キャップを刻んだ。
2023年7月9日、2023 CONCACAFゴールドカップのベスト8アメリカ合衆国代表戦にて、延長109分に代表初ゴールとなる得点を挙げたもののチームはPK戦の末破れてしまった。